# Instytut Nowych Mediów
Instytut Nowych Mediów – polska fundacja, niezależny ośrodek analityczny, specjalizujący się w działaniach z zakresu public relations, marketingu narracyjnego, mentoringu, consultingu, oraz budowania kanałów komunikacji publicznej i instytucjonalnej. Prezesem i założycielem Instytutu Nowych Mediów jest Eryk Mistewicz. Od 2014 roku w ramach działań statutowych Instytutu Nowych Mediów, wydawany jest portal liderów opinii WszystkoCoNajważniejsze.pl, oraz miesięcznik „Wszystko Co Najważniejsze” pod redakcją profesora Michała Kleibera. W październiku 2023 r. Instytut Nowych Mediów rozpoczął wydawanie tygodnika „Gazeta na Niedzielę”.

## Misja
Specjalizacją Instytutu Nowych Mediów jest tworzenie strategii wykorzystywania mediów w budowaniu reputacji, wykorzystując w tym takie narzędzia jak: Twitter, Facebook, Instagram czy LinkedIn.
Fundacja INM specjalizuje się również w wykorzystywaniu nowoczesnych narzędzi komunikacji w działaniach z zakresu Public Relations. Bada i wykorzystuje najbardziej efektywne sposoby rozpowszechniania treści i docierania z nimi do preferowanych odbiorców.

## Projekty
Instytut Nowych Mediów wydaje:
- platformę liderów opinii Wszystko Co Najważniejsze, publikującą analizy i teksty autorów z całego świata, filozofów, naukowców, polityków, strategów ponad 1000 autorów, blisko 3000 tekstów. Redaktorem naczelnym magazynu jest prof. Michał Kleiber[6].
- magazyn „Wszystko Co Najważniejsze”, wyd. papierowe, z dystrybucją w sieci Empik w całym kraju, wybranych księgarniach, wysyłkowo przez sklepidei.pl do liderów opinii w Polsce i Europie[7].
- tygodnik „Gazeta na Niedzielę”, wyd. online, z wersją na tablety oraz niedzielnym newsletterem[8].
- sieć tematycznych newsletterów.
- analizy i raporty.
- aplikację na urządzenia mobilne w App Store oraz Google Play.
- program „Wszystko co Najważniejsze”, co tydzień w Polsat News[9].

Fundacja Instytut Nowych Mediów, jest również organizatorem międzynarodowych projektów promujących Polskę za granicą, jak „Opowiadamy Polskę Światu” – akcja promocji polskiej historii w 80. rocznicę wybuchu II Wojny Światowej. Przy współpracy z Wszystko Co Najważniejsze najbardziej opiniotwórcze gazety z całego świata: „Le Figaro”, „The Washington Post”, „Die Welt”, „L'Opinion”, „El Mundo”, „Le Soir”, „Chicago Tribune”, „Sunday Express” zamieściły od 31 sierpnia do 1 września 2019 roku, teksty o historii Polski w związku z 80. rocznicą wybuchu II Wojny Światowej. Zasięg akcji wyniósł 453 miliony odbiorców. Kontynuacją akcji „Opowiadamy Polskę światu”, był projekt „The Truth Must Not Die” z publikacją wybranych tekstów polskich i światowych liderów opinii w wysokonakładowej prasie na całym świecie.

## Siedziba
Instytut Nowych Mediów swoją siedzibę posiada w Warszawie oraz w Paryżu – oddziałem INM realizującym projekty na rynek francuski.